# نونوغرام

أحجية نونوغرام مكتملة على شكل الحرف"W"

نونوغرام (بالإنجليزية: Nonogram أو Paint by Numbers أو Picross أو Hanjie أو Griddlers أو Pic-a-pix) هي أحجية منطيقة صورية يقوم اللاعب فيها بتلوين الخلايا الموجودة في شبكة أو تركها فارغة، وفقاً للأرقام المعطاة على جانب الشبكة، بهدف إظهار الصورة المخفية في الأحجية. الأرقام المعطاة على أطراف الشبكة هي شكل من أشكال «الرسم السطحي المنفصل» التي تُظهر عدد الأسطر غير المنقطعة المكوّنة من خلايا، والتي يتم ملؤها في صف أو عمود معيّن. على سبيل المثال، فإن دليلا على شكل "4 8 3" يعني وجود مجموعات (أو أسطر) مكونة من أربع خلايا مترابطة وثمن خلايا مترابطة وثلاث خلايا مترابطة، بنفس الترتيب. وتكون هذه المجموعات الثلاث المتتالية مفصولة عن بعضها بخلية واحدة فارغة على الأقل.
عادة ما تكون هذه الأحاجي بالأبيض والأسود، لكن يمكن أيضا تكوين أحاجي ملوّنة بعدة ألوان.
إذا كانت الأحجية ملوّنة، فإن الدلائل العددية المعطاة تكون ملوّنة كذلك؛ فتدل على لون الخلايا في المجموعة الواحدة. يمكن الفصل بين مجموعات الخلايا الملوّنة بخلية فارغة ويمكن أن تكون متلاصقة بلا أي خلايا فارغة بينها. على سبيل المثال، فإن رقم 4 أسود اللون متبوعاَ بالرقم 3 أحمر اللون يمكن أن يعني أربع خلايا سوداء متبوعة ببعض الخلايا الفارغة من ثم ثلاث خلايا حمراء، أو أربع خلايا سوداء متبوعة مباشرة بثلاث خلايا حمراء. لا يوجد، نظرياَ، حدود لحجم أحجية نونوغرام كما أن شكلها لا يقتصر فقط على الشكل المربع. سُميّت النونوغرام على اسم  نون إيشيدا إحدى مخترعيّ أحجية النونوغرام.

## تاريخ
في عام 1987، حازت محررة الرسومات اليابانية، نون إيشيدا (بالإنجليزية: Non Ishida)، على جائزة في طوكيو لتصميم صور شبكية استخدمت فيها أضواء ناطحات السحاب التي يتم تشغيلها وإيقافها. قادها تصميمها إلى فكرة تصميم أحجية قائمة على ملء مربعات محددة في شبكة من الخلايا. ومن قبيل الصدفة، قام مصمم أحاجي يُدعى تيتسويا نيشيو (بالإنجليزية: Tetsuya Nishio) بتصميم نفس الأحجية بشكل مستقل ونشرها في مجلة أخرى.

## طرق الحل

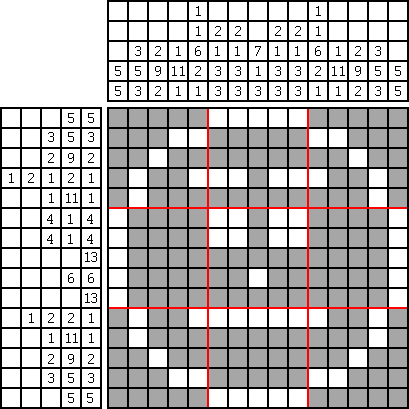
صورة لوجه يُرْسَم من الأرقام.

لحل أحجية نونوغرام، على اللاعب اكتشاف أي الخلايا يجب أن يتم ملؤها وأي الخلايا يجب تركها فارغة. عادة ما يملأ اللاعبون الخلايا المؤكد من أنها خلايا ستبقى فارغة بشكل X أو نقطة. يجب تحديد الخلايا التي سيتم ملؤها عن طريق تقنيات منطقية. في حال قام اللاعب بتخمينٍ خاطئ بدل استخدام المنطق في الحل، فسيتنشر الخطأ إلى حقول أخرى مما سيهدم الحل بأكمله وسيمنع اللاعب من الوصول للصورة المخفية. من الممكن أن يكتشف اللاعب خطأ في حلّه بعد فترة من ارتكابه، عندها سيكون تصحيحه صعباً للغاية. تعرُّف اللاعب على الصورة قبل انهاء الحل لن يساعده في إكمال الأحجية، بل ذلك يكون مضللاً في أغلب الأحيان، لكنه قد يساعد اللاعب على اكتشاف خطأ تم ارتكابه سابقاً.
يمكن حل الكثير من الأحاجي من خلال التفكير في صف أو عمود استنتاج الحل فيه واحداً تلو الآخر. مع تجربة كل عمود وصف، وتكرار محاولة حله، سيستطيع اللاعب الوصول إلى الحل النهائي.
في الأحاجي الأكثر تعقيداً، يستخدم اللاعب أسلوب «ماذا لو؟» مع كل صف أو عمود والوصول إلى استنتاجات من خلاله. يتم ذلك من خلال البحث عن تناقضات، على سبيل المثال: يمكن استنتاج أن خلية معينة لا يمكن ملؤها لإن ملأها سيؤدي إلى وقوع أخطاء في خلايا أخرى، إذا فهذا يعني أن الخلية هذه ستبقى فارغة.